# Zennor
Zennor est un village du comté des Cornouailles, à l’extrême sud ouest du Royaume-Uni. Il est situé sur la côte nord de la péninsule de Penwith, à une dizaine de kilomètres au nord de Penzance. Classé site naturel remarquable des Cornouailles (en), il présente à l'instar des paroisses voisines de nombreux vestiges préhistoriques et témoignages d'un passé minier.
Son nom, le dernier dans la liste alphabétique des paroisses de Grande-Bretagne, est une transcription de celui de la sainte locale, appelée dans les manuscrits latins Senara (en), écrit Senar et prononcé Zenor [zénɔʀ] en cornique. Zennor, siège d'une paroisse civile, réunit en outre trois hameaux qui s'étirent vers l'ouest le long de la route côtière (en), Boswednack (en), Treen (en) et Porthmeor (en), ainsi que quelques écarts dispersés dans un bocage que dessine un réseau néolithique de chemins creux typiques.

## Administration locale
| mer Celtique | mer Celtique  | Saint Ives        |
| mer Celtique | Zennor        | Towednack         |
| Morvah       | New Mill (en) | Cripplesease (en) |

La paroisse civile de Zennor élit tous les trois ans un Conseil. Ancienne paroisse du canton (en) puis doyenné de Penwith, elle a été réunie le 15 avril 1901, par amendement de la loi de 1894 sur le gouvernement local (en), avec Madron, son voisin méridional, et les autres villages dans le district rural de Penwith ouest (en). Du 1er avril 1974 au 1er avril 2009, quand est entrée en vigueur la troisième réforme territoriale (en), elle a été rattachée au district de Penwith, et à ce titre participé aux élections de cette municipalité (en). Depuis, elle est intégrée dans l'autorité unitaire du Conseil des Cornouailles (en).

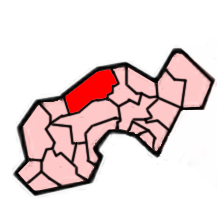
Territoire de Zennor parmi les autres paroisses de la péninsule de Penwith.

## Préhistoire
Six artefacts, dont deux galets de quartz, l'un percé trouvé à Wicca, l'autre incisé trouvé à Porthmeor (en), témoignent d'une fréquentation concentrée sur le site du futur Zennor durant le Mésolithique. Les habitants appartiennent à un même groupe de population qui, dans les Scilly, les îles Anglo-Normandes, les côtes de Basse-Bretagne et d'Irlande, exploite l'estran, particulièrement les pétoncles, les huitres, et les bigorneaux, voire les patelles.
Ả partir de 4580 av. J.-C., soit environ deux siècles après le début de la construction du cairn de Barnenez ou des plus anciennes tombes à couloir érigées plus au sud dans la région du Grand menhir, ces pêcheurs à pied, devenus en deux cents générations des hauturiers chasseurs de mammifères marins, entrent progressivement dans le Néolithique en mettant au point une même architecture mégalithique de tombes à porte (en).

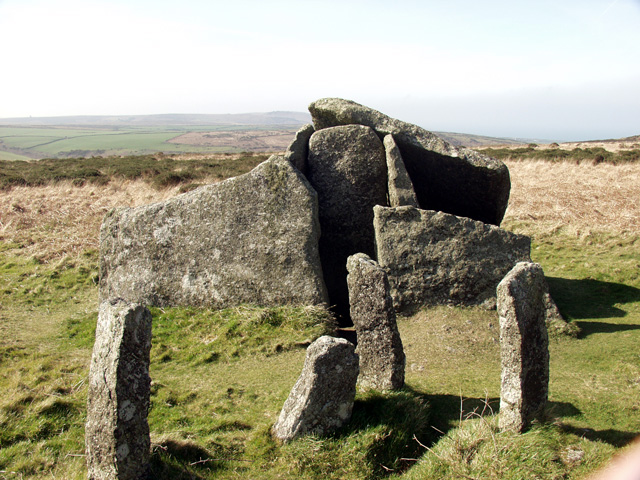
Sur les hauteurs qui séparent Zennor de Saint-Ives, la quoite de Zennor, sauvée en 1861 d'une destruction entamée par un éleveur, double, à peut être plus de deux milles d'écart, la quoite de l'Esprit.

À un peu plus de deux kilomètres d'un rivage alors plus avancé, dominant aujourd'hui à deux cent trente mètres d'altitude la pointe Zennor (en), un premier dolmen, aujourd'hui trop dégradé pour pouvoir être daté, est érigé sur la colline de Trendrine. Il est désigné aujourd'hui par un nom mêlant moyen anglais et cornique, celui de quoite de la Sperris (en), c'est-à-dire de l'Esprit. Les orthostates sont aujourd'hui dispersés alentour mais le monument faisait un mètre cinquante de haut.
Ả l'ouest, entre Zennor même et Boswednack (en), un second dolmen, témoin possible d'un accroissement démographique, est construit dans un thalweg, la tombe à porte (en) de Pennance. Haut de deux mètres, le cairn circulaire, relativement bien conservé, a un diamètre de huit mètres et présente une forme typique de la péninsule cornouaillaise et des Sorlingues, dit scillonien (en). La chambre intérieure, longue de quatre mètres, a pu, par retrait récurrent des ossements ou dépôts d'urnes funéraires, être le cimetière local de l'époque. Il est presque identique à une troisième tombe à porte (en) située le long du thalweg suivant, moins de mille mètres plus à l'ouest au sud de Treen, en retrait de la pointe de Gurnard (en). Ce dernier dolmen à un jumeau plus petit et a la particularité d'être orienté de façon qu'au solstice d'hiver, les rayons du soleil entrent dans la chambre en effleurant une éminence rocheuse située au sud-ouest, Carn Galva.
Érigée en position éminente à trois cents mètres de la quoite de Sperris (en), la quoite de Zennor (en), autre tombe collective à porte (en), semble, à cause de son caractère monumental et des techniques que cela suppose, très postérieure, peut être de deux mil ans. Le dolmen est haut de deux mètres quarante. La dalle, large de cinq mètres, pèse neuf tonnes.

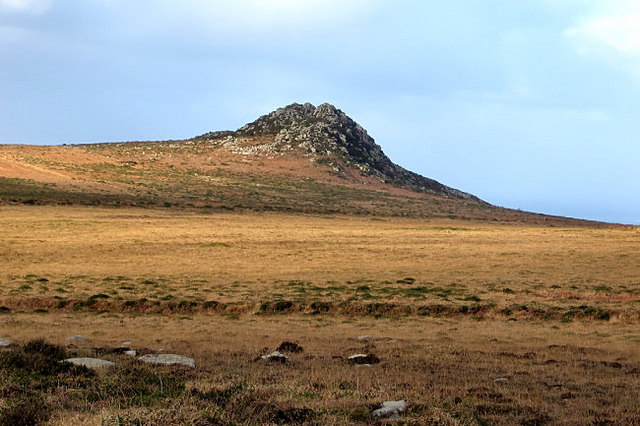
Le Carn Galva couche son ombre au solstice d'hiver sur la porte de la grande tombe (en) de Treen.
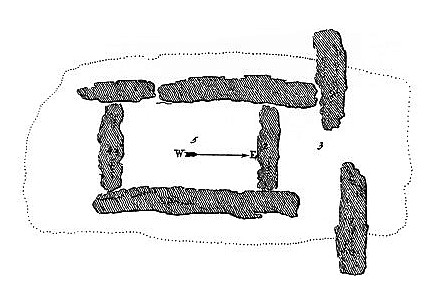
Plan de la quoite de Zennor (en).

Dès 2400 av. J.-C., c'est-à-dire en même temps que leurs voisins d'outre-Manche, ancêtres des Osismes avec lesquels ils développent une même civilisation aristocratique, les futurs Cornouaillais entrent dans l'âge du bronze. Peut être le font-ils déjà, comme c'est alors le cas sur la côte méridionale de l'Irlande (en), sous l'impulsion des marins porteurs de la civilisation campaniforme. Sur le site de Zennor, ils disposent de deux des trois ressources nécessaires à la fonte du métal, mais le bois, lui, fait défaut. De la falaise de la crique de Treen (en), ils extraient le cuivre, dont les principaux gisements se trouvent en Cambrie et en Espagne. Des sables alluvionnaires grisés, ils récupèrent l'étain, dont les principaux gisements sont dans le Dartmoor et sur les rives de l'Aber-Ildut. En deux siècles, se développe avec les régions alentour un mode de vie princier, dit civilisation du Wessex, identique à la civilisation des tumulus armoricains.
Les habitations, du moins celles dont, quelques millénaires plus tard, il reste des traces, sont rassemblées sur la colline, dans le col qui s'étend entre la quoite de Sperris (en) et le sommet recouvert de plusieurs cairns qui, immédiatement à l'est, domine toute la région. Ce sont sept huttes circulaires (en) alignées est ouest le long de la ligne de crête. À partir du XIIe siècle av. J.-C., le site participe au développement capitalistique général du réseau d'échanges atlantique. Alors qu'à des dizaines de lieues au nord, le Dartmoor fait l'objet d'aménagements en rigoles (en), le territoire de Zennor se parsème d'étangs à rosée, seuls points d'eau douce pouvant alimenter un élevage plus intensif.

## Histoire
Une génération après l'expédition exploratoire du carthaginois Himilcon partie de la colonie phénicienne de Tartessos, le grec Hérodote évoque sous le vague nom de Cassitérides les lointains rivages exportateurs d'étain, tels que le sont alors ceux du futur Zennor. Quelque trois cents ans plus tard, vraisemblablement durant la première moitié IIe siècle av. J.-C., le site participe au processus général de fortification que connaissent les promontoires des trois rives, irlandaise, britannique et armoricaine, de la mer Celtique. Le long de la côte septentrionale des Cornouailles, entre la Pointe Finistère et, distant de plus de cent kilomètres au-delà de Tintagel, Dizzard (en), Bosigran et Trereen Dinas sont deux des vingt forts qui contrôlent les ports naturels (en).

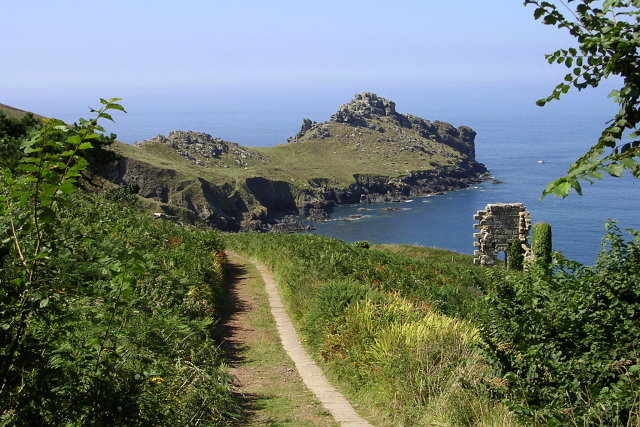
L'éperon barré de Trereen Dinas, sur la pointe de Gurnard, date de l'âge du fer et domine la crique de Treen, dont la falaise fournissait le minerai de cuivre. À droite, les ruines du bâtiment érigé au XIX au-dessus de la mine.

Trereen Dinas est un éperon barré maritime qui, à la différence d'un oppidum, ne servait qu'en cas de guerre[réf. nécessaire]. Cinq lignes de défense ferment la pointe de Gurnard (en). Entre un mur extérieur long de soixante mètres et une enceinte intérieure épaisse de cinq, autrefois beaucoup plus haute que le mètre quatre vingt qui se voit aujourd'hui, un talus sépare deux fossés. L'enceinte, dont le côté intérieur est un gradin à cinq étages, abritait sur trois hectares trois huttes circulaires (en), dont l'une ne datait peut être que du Moyen Âge. À l'extérieur, des traces circulaires (en) révèlent que seize huttes semblables se blottissaient en deux groupes sur le côté oriental du promontoire, à l'abri du vent dominant. Au sud ouest, à moins d'un mille, le Château de Bosigran, traditionnellement appelé ainsi parce que le promontoire est ceint par un mur haut de plus de deux mètres, large de quatre et long de cent vingt, semble n'avoir été qu'un refuge pour les impedimenta permettant à Trereen Dinas de soutenir un long siège.
Au lieu-dit Porthmeor (en), une maison à cour (en) typique de la péninsule cornouaillaise garde l'accès à la pointe de Gurnard (en) et son éperon barré. Un village de huttes circulaires (en) se développe autour. C'est là qu'à la fin de l'âge du fer le dispositif est équipé d'un fogou (en). L'enceinte de Bosigran est alors reconstruite et le talus intermédiaire de Trereen Dinas est couronné d'un créneau, aujourd'hui disparu.
Avant le VIe siècle, dans le cadre de l'éradication du pélagianisme qui suit les missions menées en 429 et 436 par les évêques Palladius et Germain, une première église publique est construite au milieu d'une enceinte de l'âge du bronze, laquelle servira dès lors de cimetière. En 1170, la paroisse est enregistrée sous le patronage masculin de saint Sinar, en 1235 sous celui, féminin, de sainte Sinara, ce qui ne signifie pas que le culte aurait été féminisé tardivement. Les bâtiments de l'actuelle église Sainte Sennara (en) datent du XIIe siècle, 1172 ou 1177 à en croire l'inscription d'un chambranle, mais le mur méridional conserve une fenêtre de style normand, antérieur d'un siècle. La tour en granit appareillé typique du gothique vertical cornouaillais est de la seconde moitié du XIIIe siècle. Les travées dissymétriques, du XVe siècle.

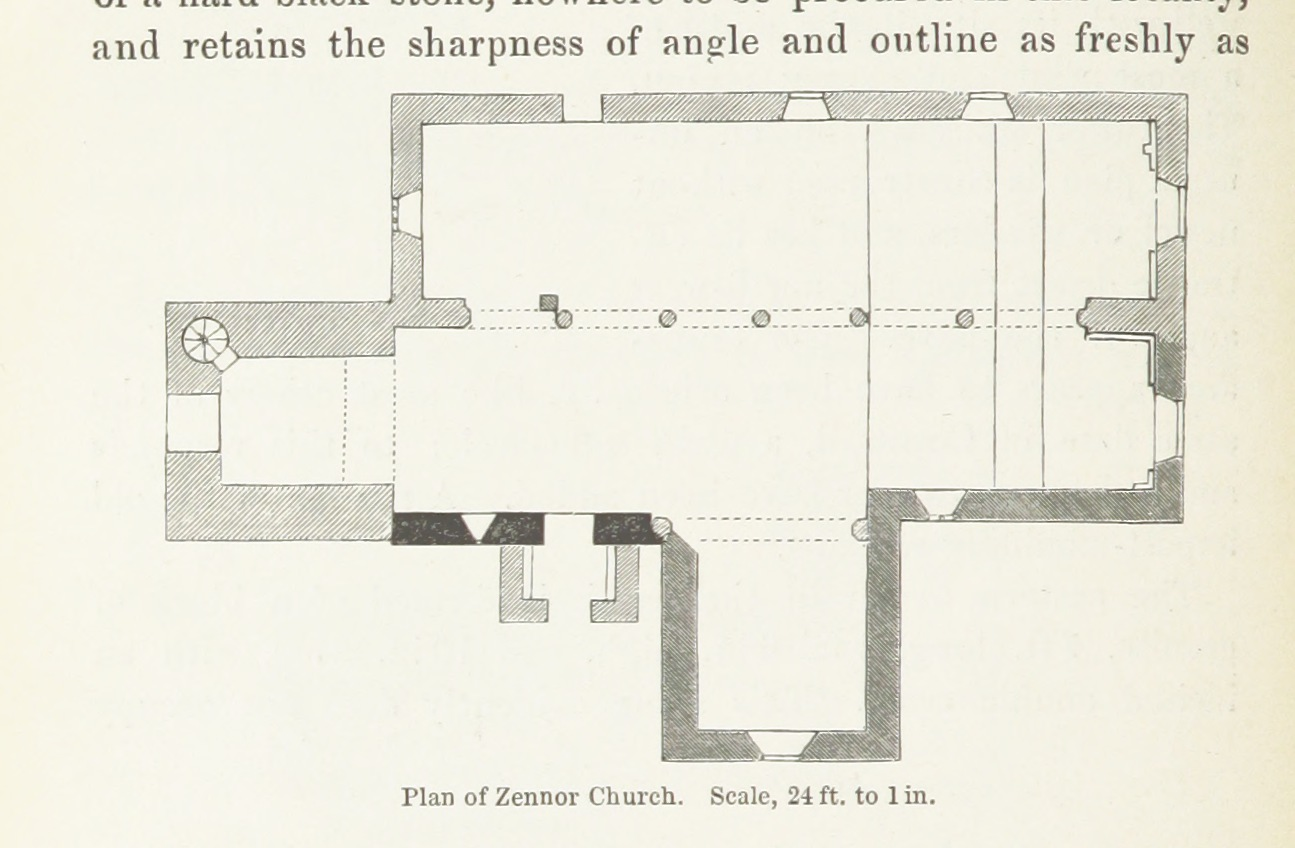
Plan de l'église paroissiale Sainte Sennara (en).
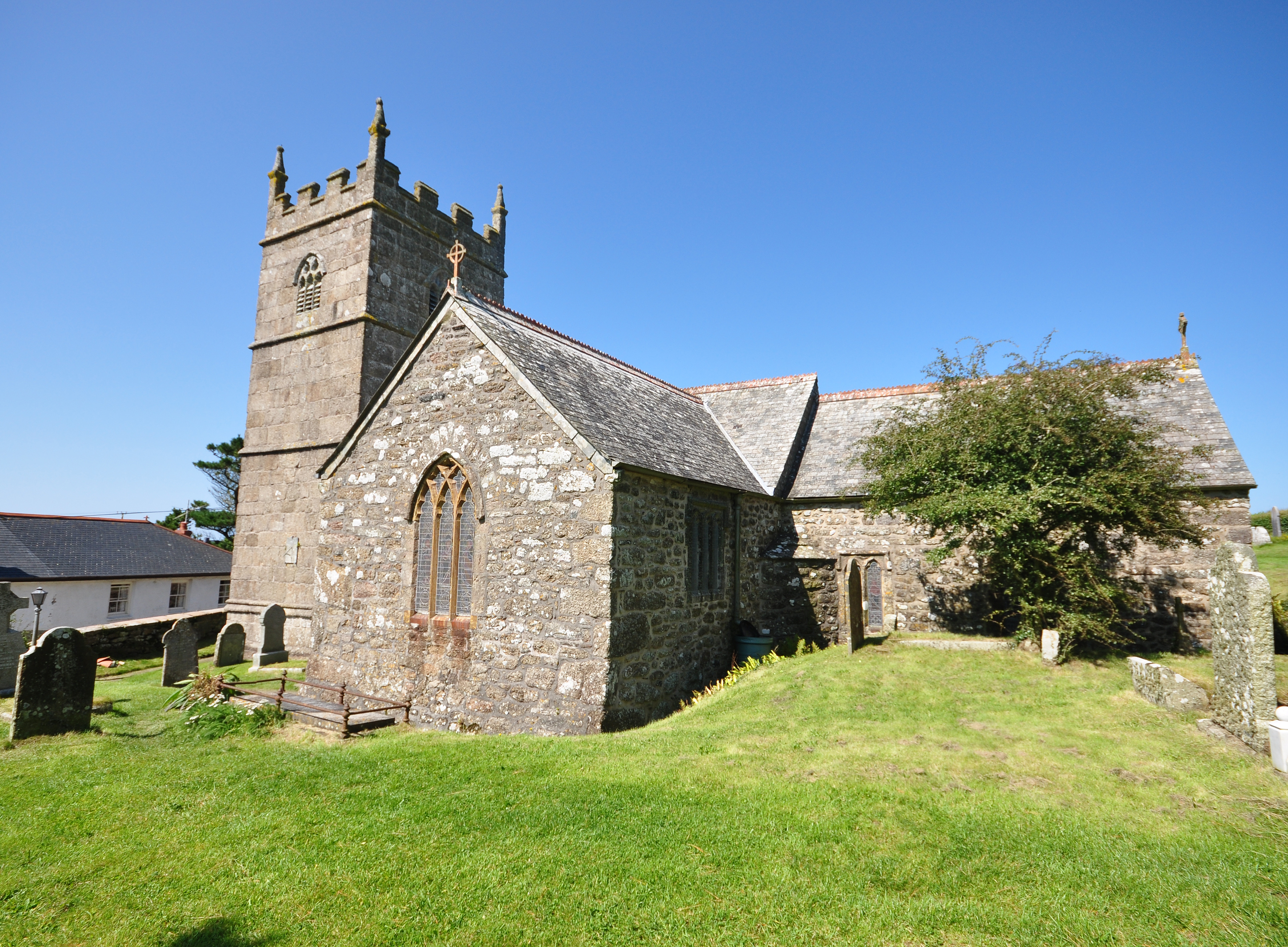
La nef du XIIe siècle, la tour du XIIIe siècle et le cimetière sur un site de l'âge du bronze.
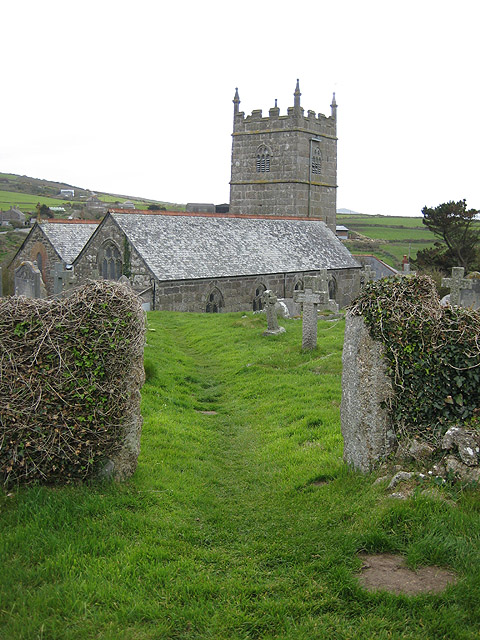
La nef doublée au XVe siècle.
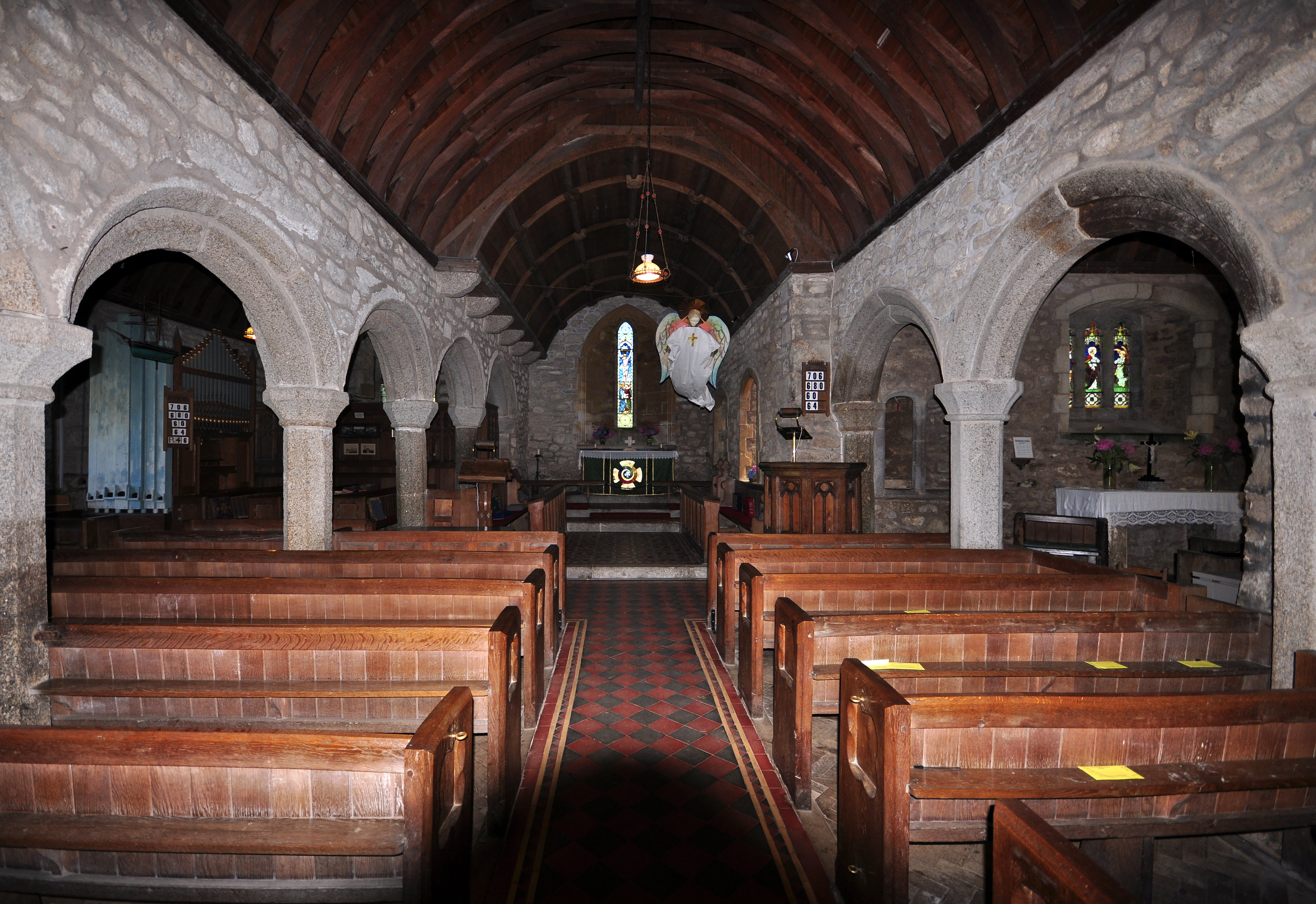
L'intérieur de la nef et ses arcs du XVe siècle.

Village minier, Zennor voit au XIXe siècle ses contingents d'ouvriers émigrer vers les mines du nord de l'Angleterre, de l'Afrique du Sud, de l'Australie, de l'est des États-Unis.

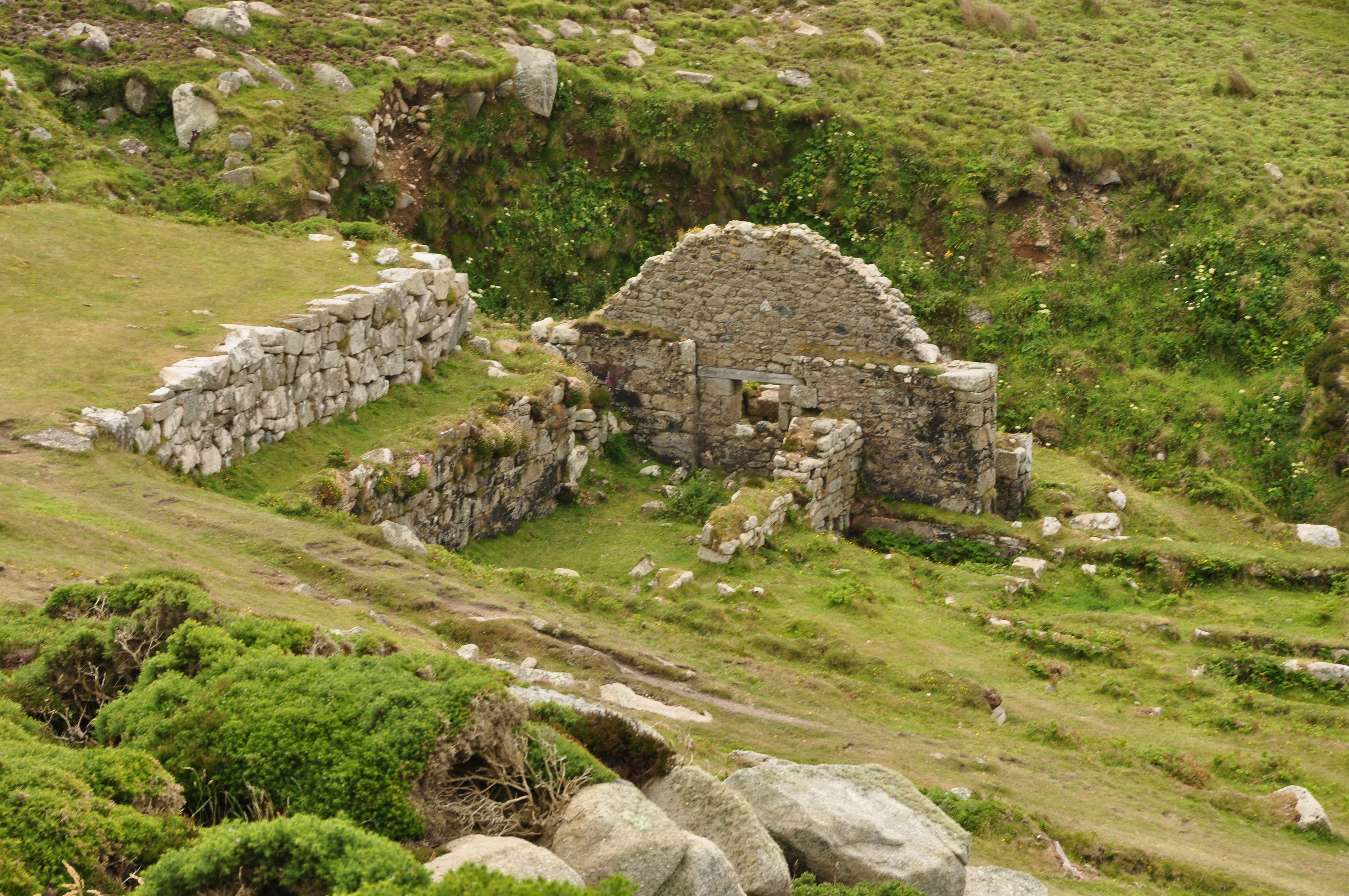
Conséquence de l'exode rural.
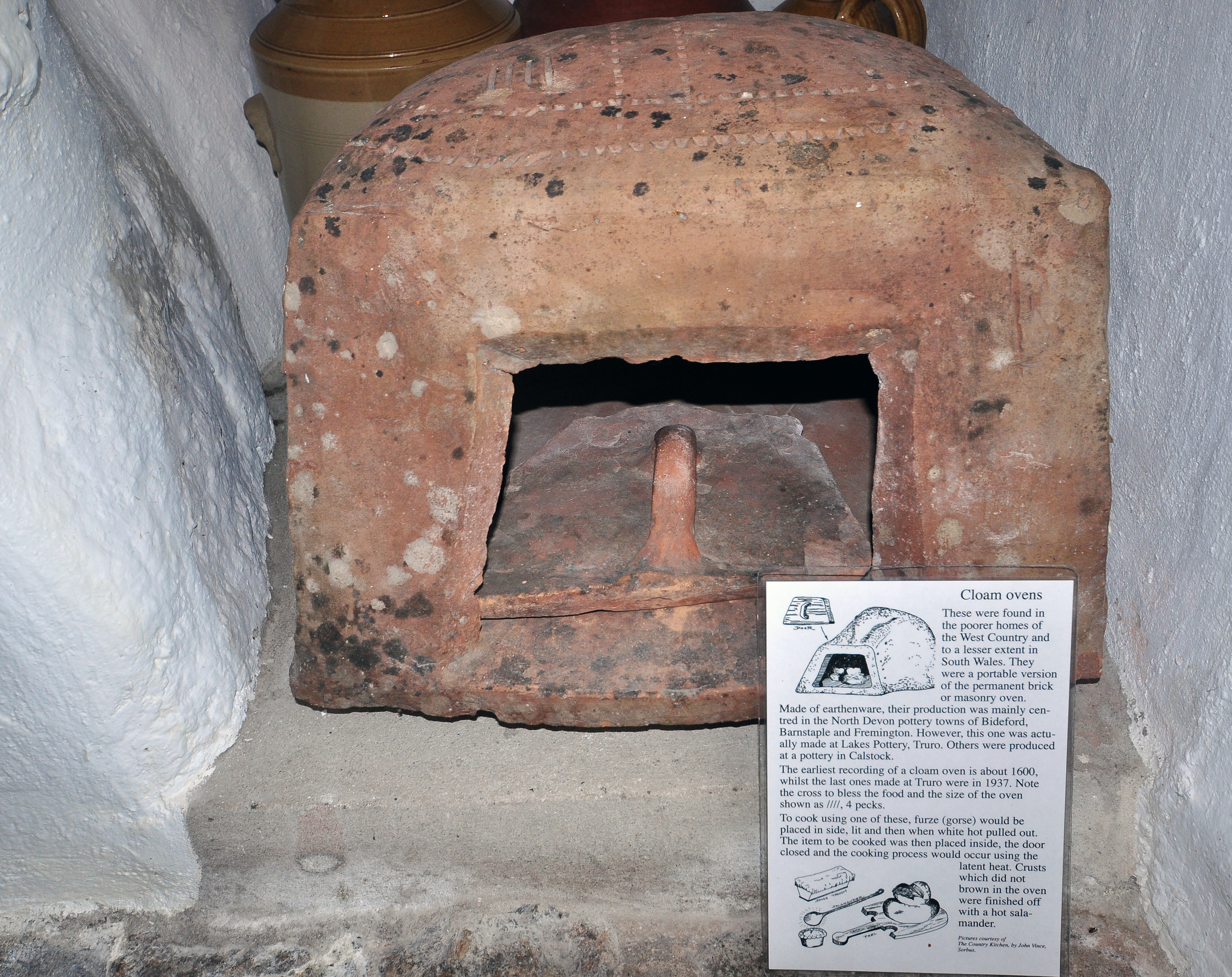
Four portatif (en) utilisé dans les ménages les plus pauvres depuis la fin du XVIe siècle jusqu'au milieu du XXe siècle.
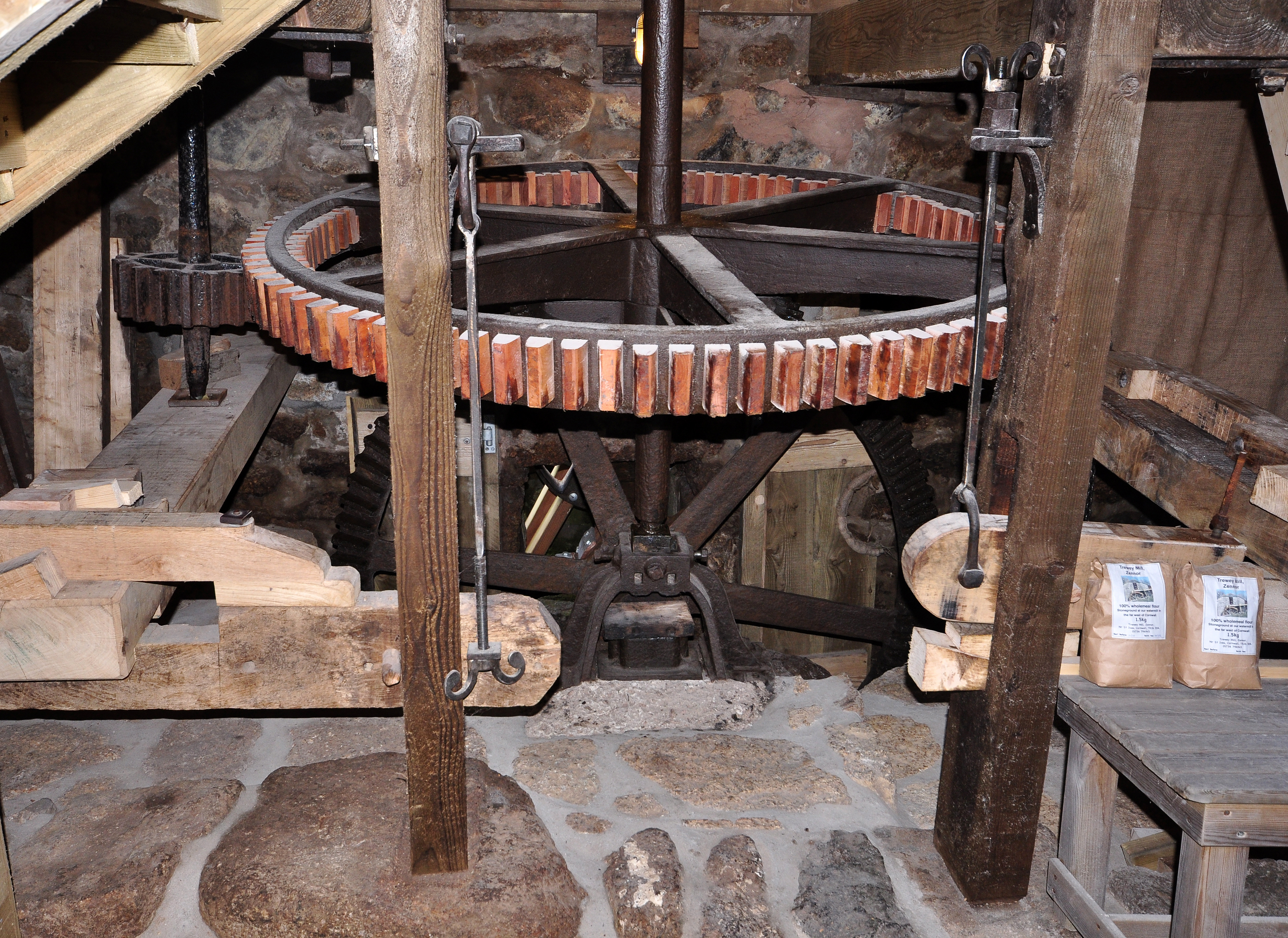
Seul préservé, un des quatre[16] moulins à eau qui fonctionnaient au XIXe siècle sur le ru en aval de Zennor.
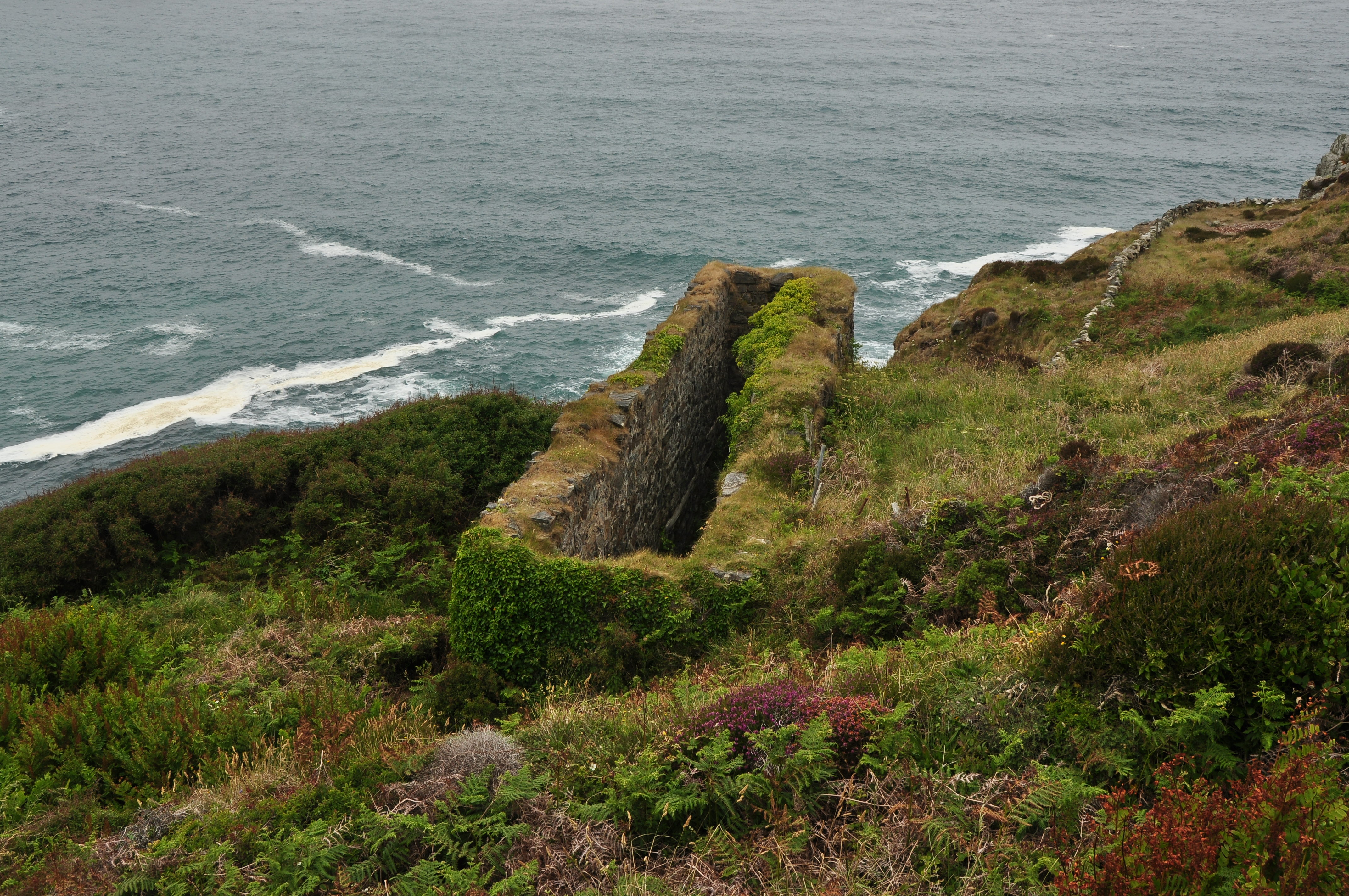
Vestiges de la mine de la crique de Porthglaze, Port bleu en cornique.
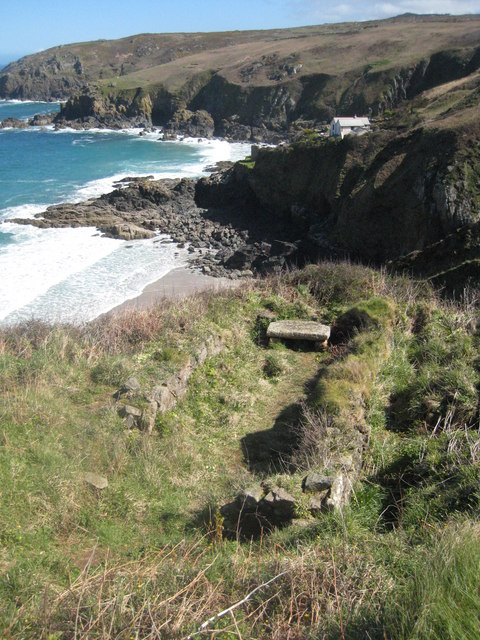
Ruines de la Chapelle Jane, qui servait aux mineurs de la crique de Treen.
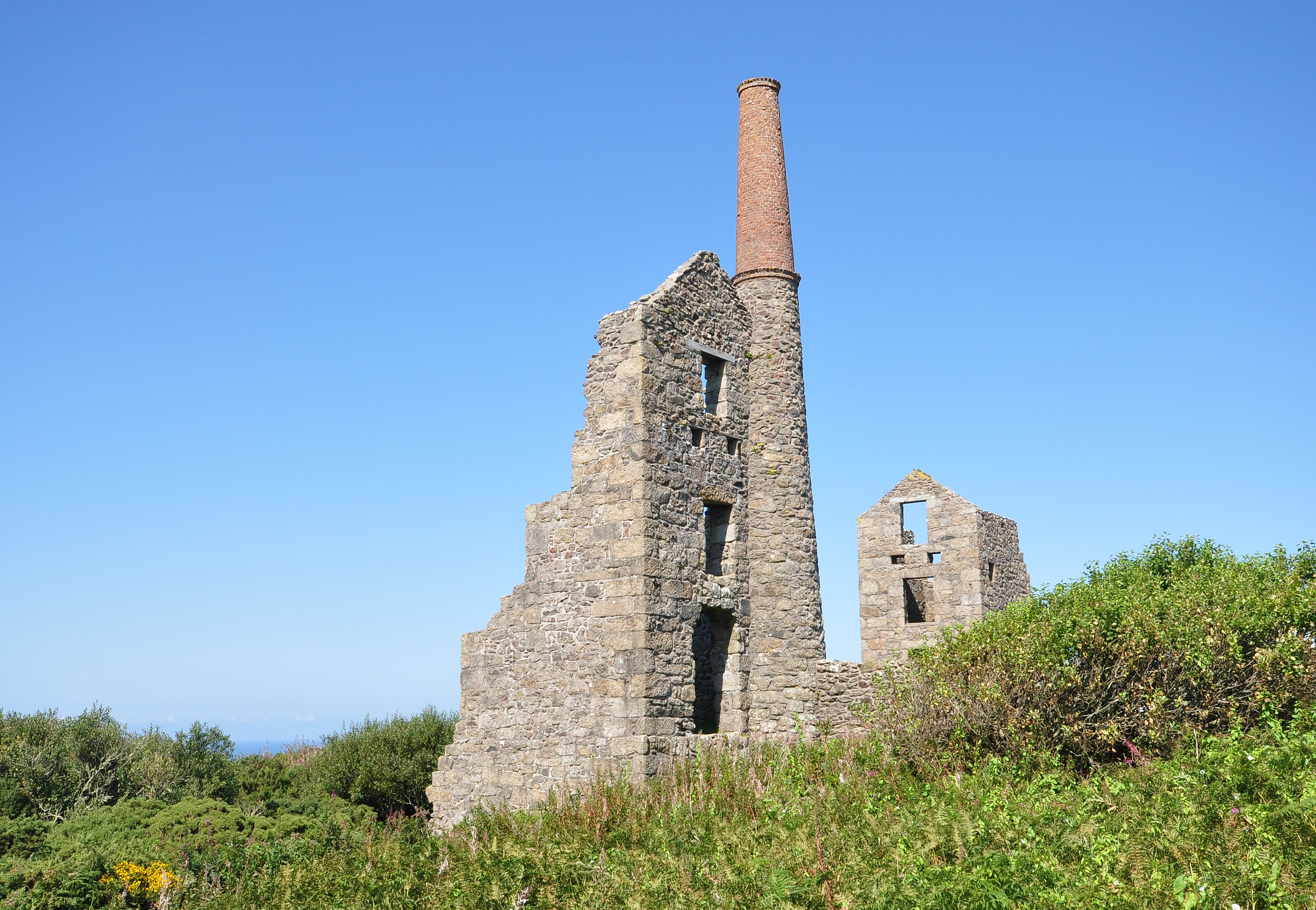
Ruines restaurées de la mine d'étain de Carn Galver, à Bosigran, qui, entre 1851 et 1907, a employé par intermittence jusque soixante dix mineurs sans jamais être rentable.
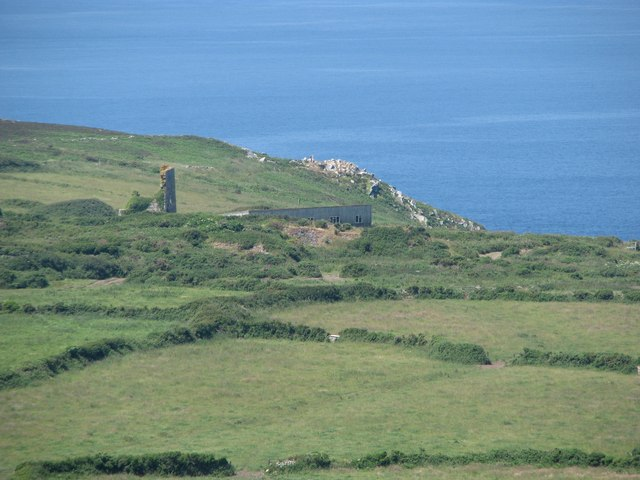
Ruines de la mine de Treveal, entre la colline de Trevalgan et la côte, à l'est de la paroisse.

## La légende de la sirène de Zennor

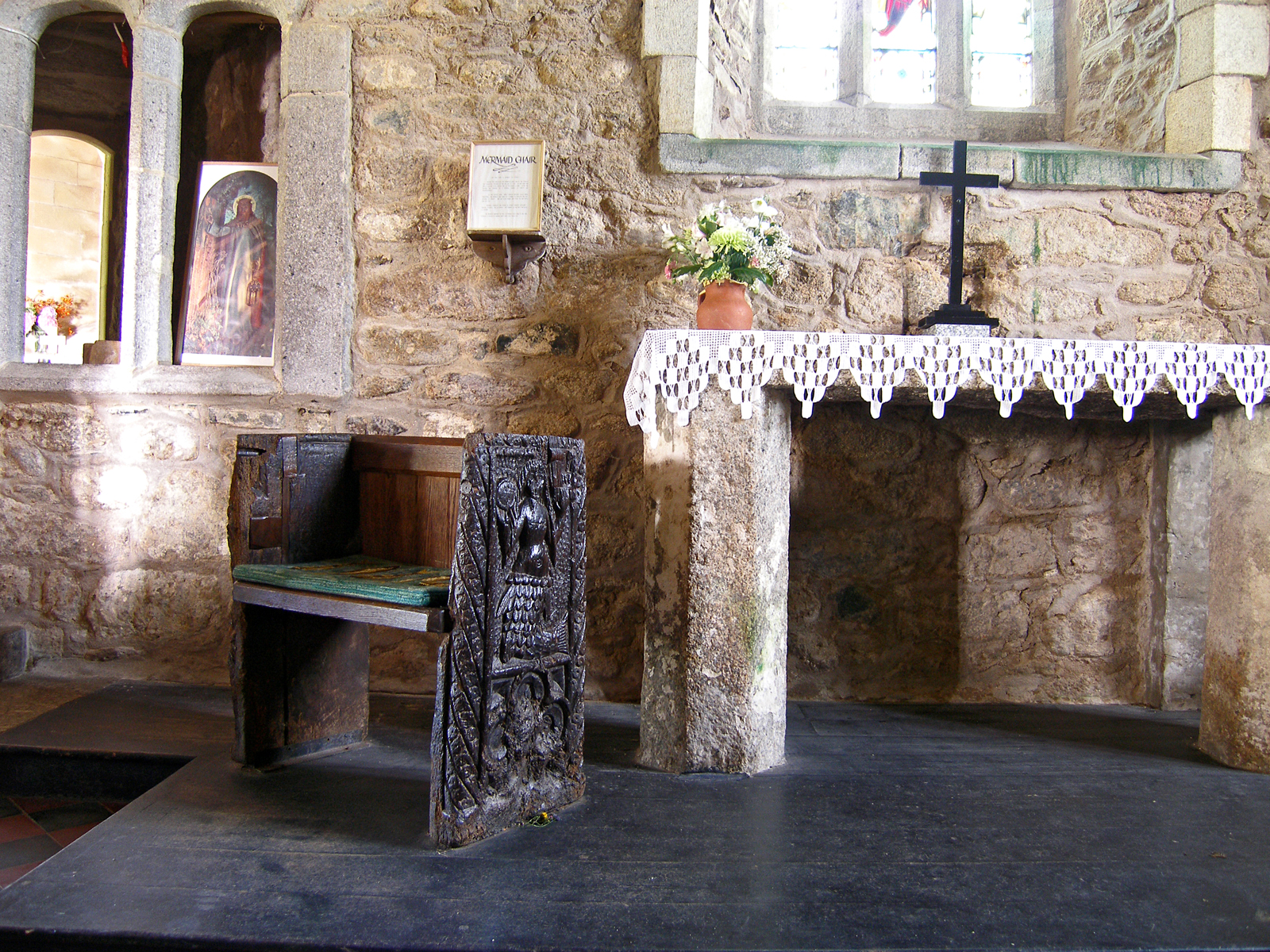
Le siège de la sirène, sculptée se mirant sur le montant droit, date au plus tôt du début du XV et est exposée dans l'église anglicane Sainte Senara.

Mathew Trewella était un beau jeune homme avec une belle voix. Chaque soir, il chantait en solo l'hymne de clôture à l'église de Zennor. Moreven, une sirène qui vivait dans le voisinage (en), dans la Crique du bout de l'eau (Pendour Cove), fut envoûtée par la musique. Elle se vêtit d'une robe longue pour cacher sa longue queue et avança un peu maladroitement jusqu'à l'église. Elle se contentait au début d'écouter avec émerveillement les chants de Mathew avant de retourner discrètement à la mer. Tous les jours elle venait à l'église et finalement, devenant plus audacieuse, elle resta de plus en plus longtemps. C'est lors d'une de ces visites que son regard rencontra celui de Mathew, et tous deux tombèrent amoureux.

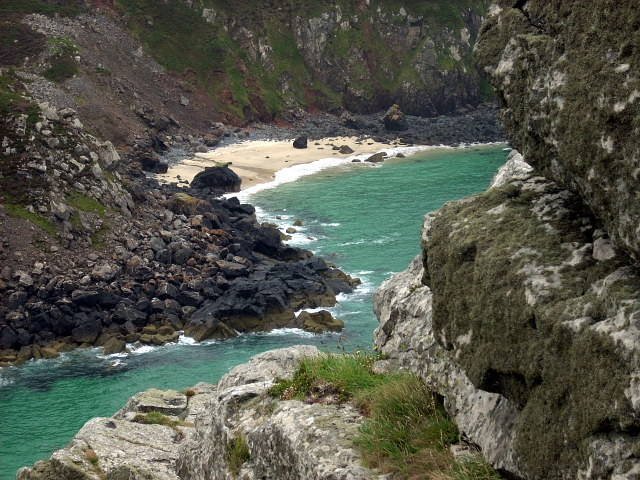
Le rivage et la crique de Veor depuis le rocher qui ferme la crique de Pendour.

Toutefois, la sirène savait qu'elle devait retourner à la mer ou mourir. Comme elle s'apprêtait à partir, Mathew lui déclara : « S'il vous plaît, ne me quittez pas, qui êtes-vous, d'où êtes-vous? ». La sirène lui répondit qu'elle était une créature de la mer, fille du roi Llŷr (en) qui règne sur les flots, et qu'elle devait y retourner. Mathew se sentait tellement amoureux qu'il jura de la suivre où qu'elle allât. Il la transporta jusqu'à l'anse et la suivit sous les vagues pour disparaître à jamais.
Il est dit que si, au coucher du soleil, vous vous asseyez dans les hauteurs de Pendour Cove par une belle soirée d'été et que vous tendiez l'oreille, vous pourrez entendre le chant de Mathew porté par la brise.

## Tourisme

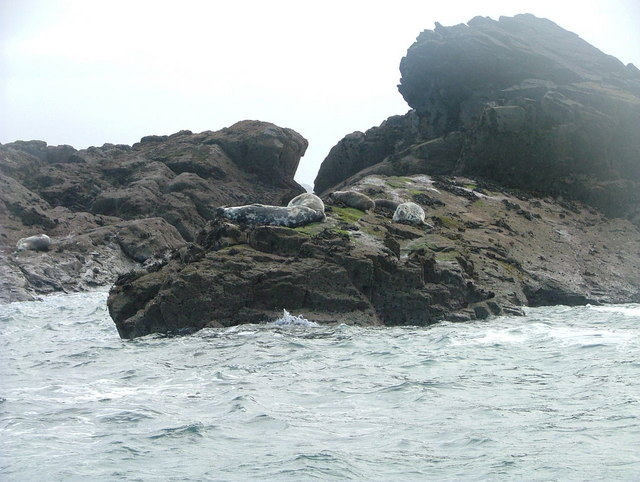
, Grande Roche en cornique, reposoir des phoques gris à deux cinquante mètres du rivage septentrional de Zennor.

Zennor devient une curiosité à la mode dès l'époque victorienne, quand le train invente le touriste et que les Chemins de fer de Hayle (en), en 1843, s'ouvrent au transport passager puis, à, partir de 1859, assurent, via quelques correspondances, la liaison avec Londres (en).
L'agriculture laitière reste importante mais maintes fermes sont aujourd'hui des maisons d'hôtes. Les quelques maisons du village comptent une « public house », Aux Armes de l'étainnier (en), et une auberge, Zennor Chapel, qui accueille les routards dans l'ex chapelle méthodiste. Un petit musée, le Musée populaire en bord de chemin (en), exposait une collection d'artéfacts évoquant la vie rurale du lieu et une roue à aubes jusqu'à ce qu'il ferme, en 2015.

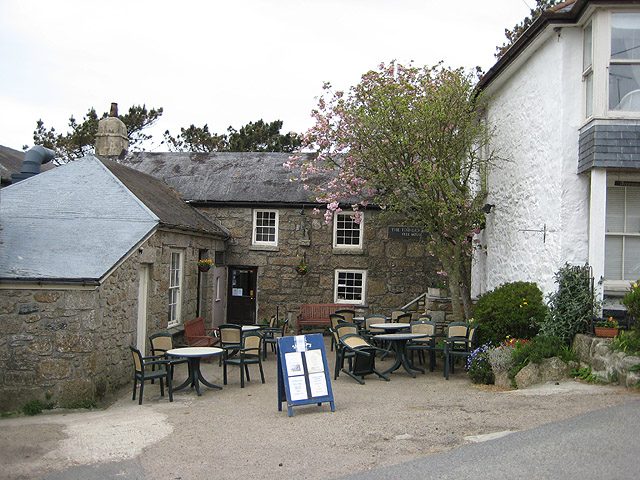
Tinner's Arms (en), pub où logea en 1915 D. H. Lawrence le temps de trouver la location de Higher Tregerthen.
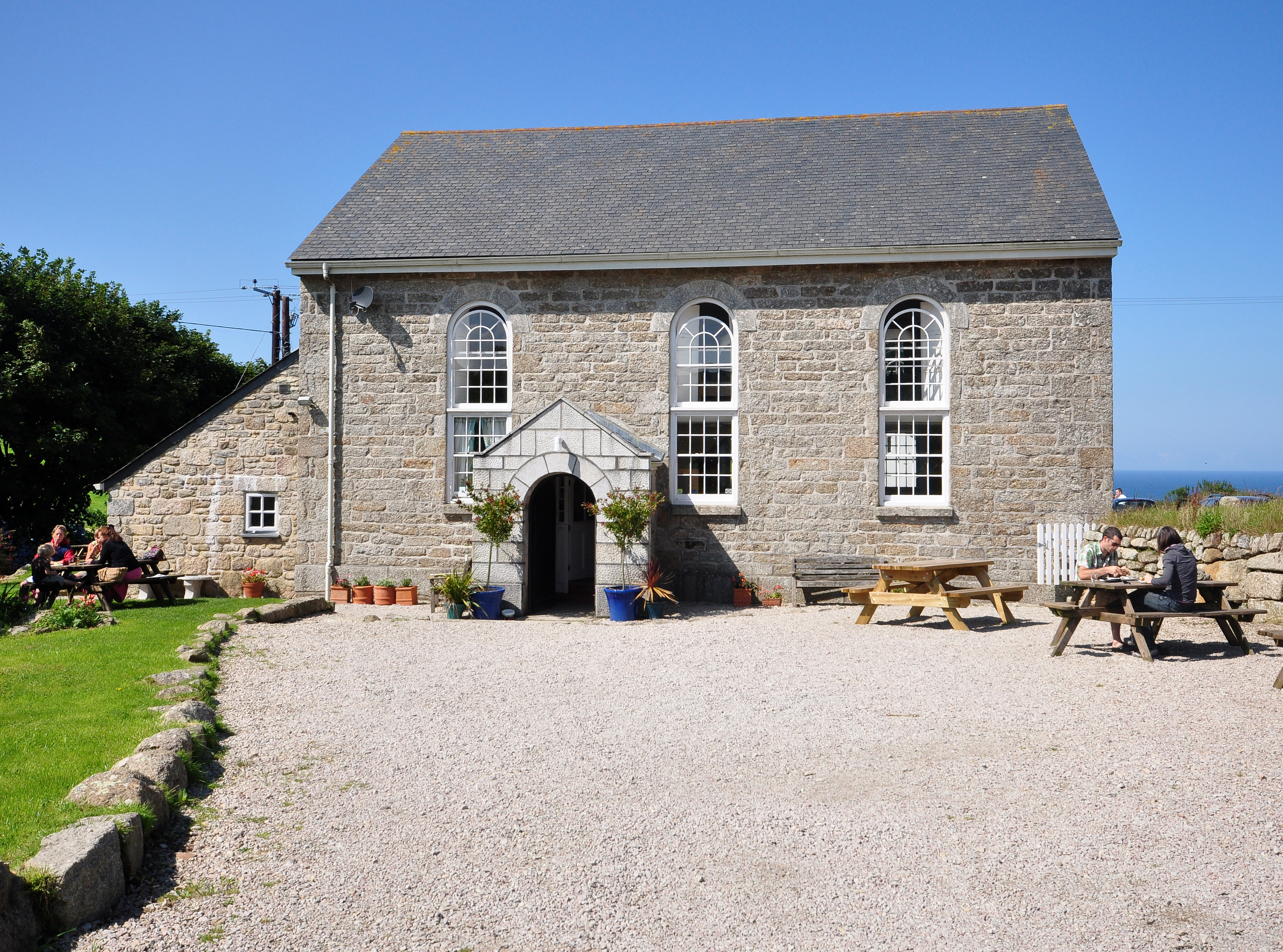
La chapelle de Zennor transformée en auberge.
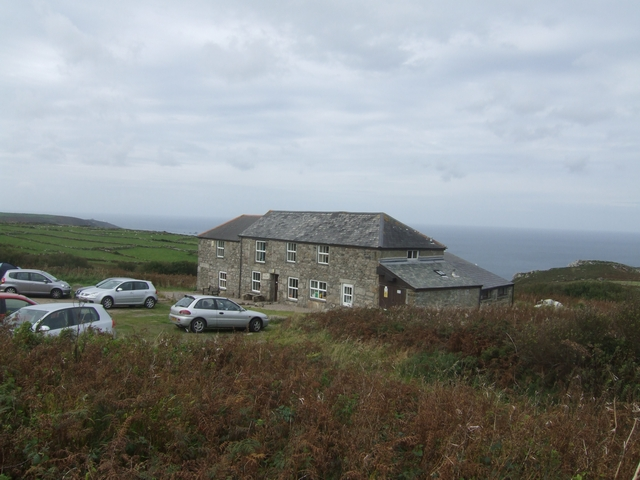
La Maison comtale de Bosigran, ici au début de septembre, accueille les adeptes de varappe.
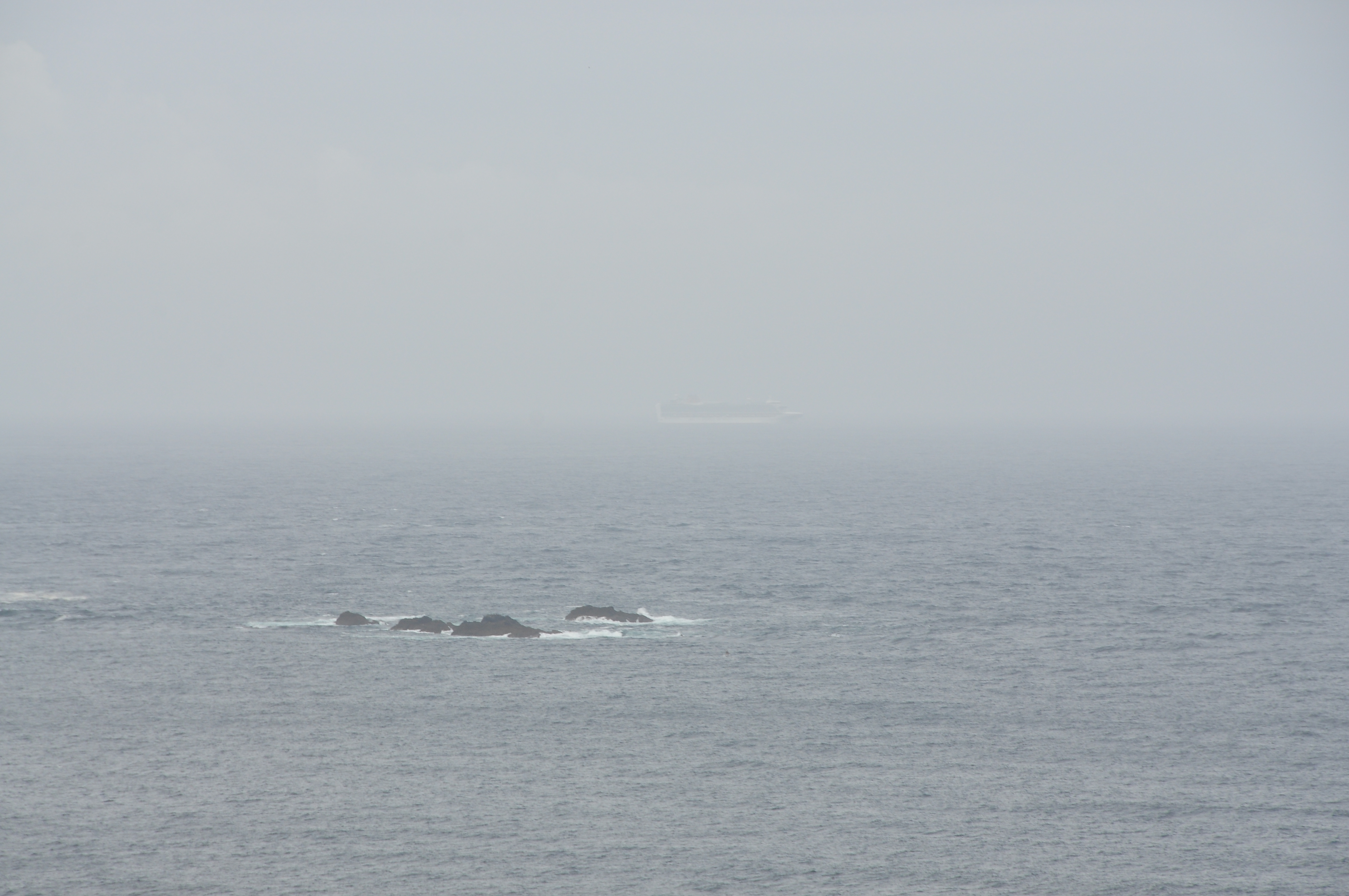
Ici en juin 2011, le RMV Scillonian III (en) de l'ISSC (en), emmenant ses passagers à Newquay, passe au large de la péninsule de Penwith.

Ả l'extrême ouest de la paroisse, une école d'escalade, Bosigran Count House, par ailleurs à l'origine de l' Équipe de recherche et secours des Cornouailles (en), offre un hébergement aux alpinistes venant s'entraîner sur les falaises maritimes aménagées. Ả l'extrême nord, Les Carracks (en) sont un site de plongée où les amateurs d'épaves explorent celle du vapeur Enrico Parodi qui, pris dans la brume, y a coulé le 23 juillet 1916. Le pittoresque Chemin de la côte sud ouest (en) est aujourd'hui aménagé mais est parfois fermé aux randonneurs de façon impromptue pour des raisons de sécurité.

Le chemin côtier
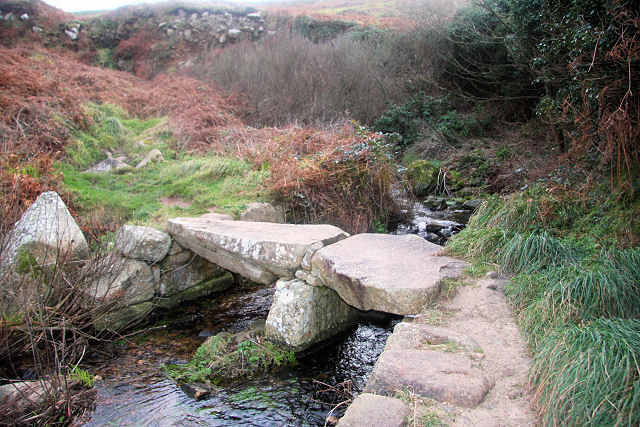
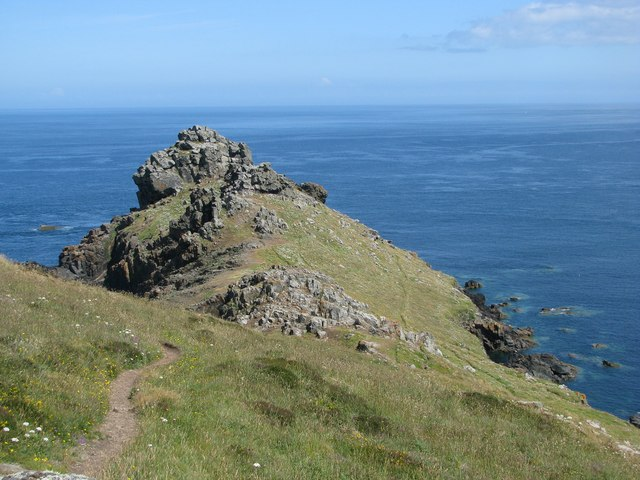
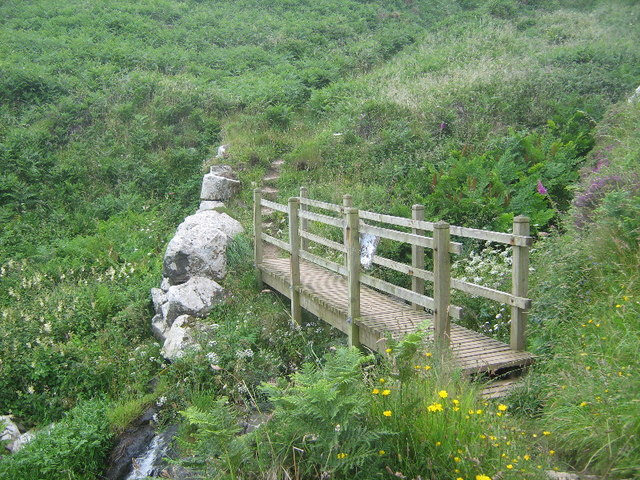
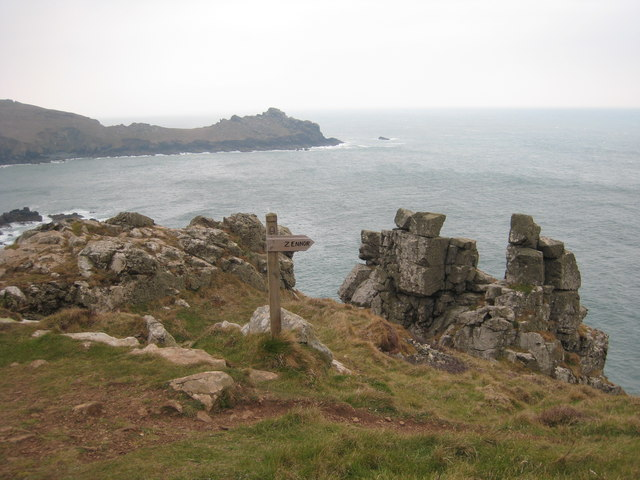
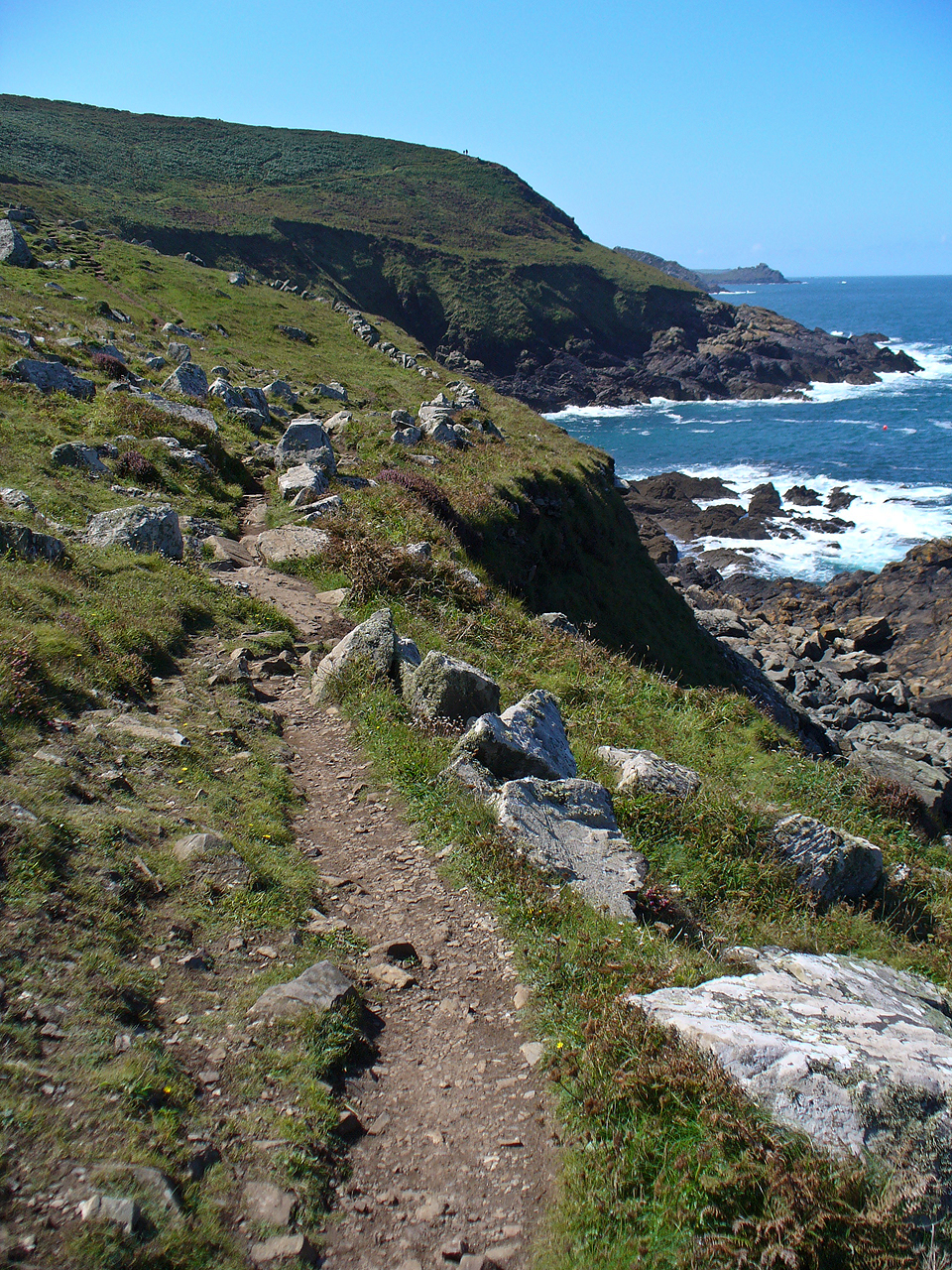
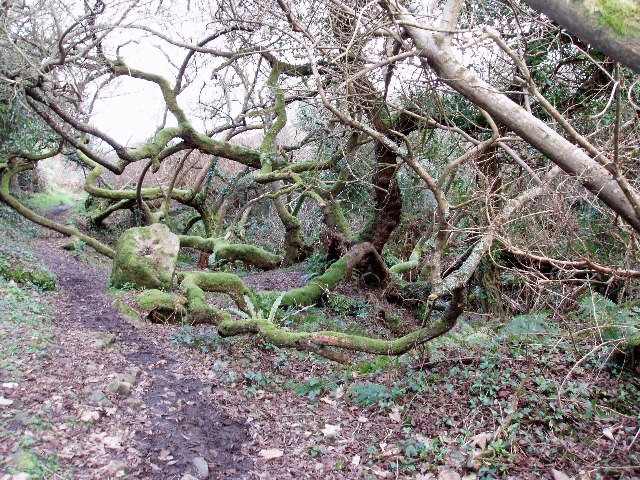

## Personnalités liées au village

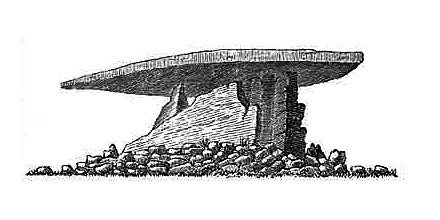
Dessin de la quoite de Zennorpublié par William Borlase en 1769, quatre vingt ans avant l'effondrement du dolmen.

- William Borlase, vicaire de Zennor et inventeur en 1754 de la quoite de Zennor (en) alors encore dressée.
- William Copeland Borlase, arrière arrière petit fils du précédent, archéologue peu méthodique et auteur en 1872 d'une étude[21] présentant le quoite de Zennor (en) comme le type des dolmens des Cornouailles.
- Le fermier John Davey (en), dernier locuteur cornique, partiellement du moins, mort en 1891.
- Le juriste John Westlake (en), acquéreur en 1873 d'Eagle’s Nest, maison de campagne construite en 1806 et baptisée alors Batten's Folly, du nom de son fondateur, puis transformée en petit manoir en 1890[22].
- Le revivaliste Robert Morton Nance (en), Grand barde du gorsedd des Cornouailles enterré en 1959 dans le cimetière paroissial de Zennor[23].
- D. H. Lawrence venu chercher refuge dans une nature sauvage en 1915, alors que la guerre tue ses compatriotes par milliers, pour mettre au point avec sa compagne Frieda, qui est allemande et amir de l'as de l'aviation Manfred von Richthofen, le magicien Peter Warlock, l'occultiste Aleister Crowley et le couple Mansfield l'utopie Rananim. C'est là, dans la maison du lieu-dit Higher Tregerthen d'où les voisins entendent sortir des chants allemands, au pied de la colline au sommet de laquelle trône l'Eagle’s Nest, qu'il rédige Femmes amoureuses. L'épisode, qui se conclut dès 1917 par une interdiction de séjour, est évoqué dans un chapitre de son roman biographique Kangourou (en) comme un « cauchemar », à cause des persécutions que, pacifiste, il y a subies[24].
- Le politicien William Arnold-Forster (en) et la suffragette Katherine Laird Cox (en), acquéreurs en 1921 d'Eagle’s Nest, où ils créent un jardin colonial[25] qu'entre autres visite Virginia Woolf[26].
- Le lieutenant-colonel Frederick Christian Hirst, cartographe habitant Tregeraint House et fondateur en 1933 à Porthmeor (en) en Zennor du Club des sites des Cornouailles occidentales (en), WCFC, à l'origine du Musée populaire en bord de chemin (en).
- Le peintre Patrick Heron, installé définitivement avec sa famille à partir d'avril 1956 à Eagle’s Nest, où il reçoit nombre d'artistes liés ou non à l'école de StIves ou aux dissidents de la Société des arts de Penwith (en), tels William Scott (en), Terry Frost, Peter Lanyon[26] ou Keith Vaughan (en)[27].
- Le peintre Bryan Wynter (en), voisin des Heron à partir de 1945[26].
- Le poète William Sydney Graham, qui, de 1956 à 1962, a squatté avec quelques amis la maison de garde côte de la pointe de Gurnard (en)[28].
- Le peintre Susanna Heron (en).
- Le géomancien Paul Devereux (en), qui reconnait dans un récit local[29] sur des sorcières volant dans le chemin de l'église de Zennor (en) la trace d'une antique route mythique[30].